# Tugali suteri
Tugali suteri är en snäckart. Tugali suteri ingår i släktet Tugali och familjen nyckelhålssnäckor.

## Underarter
Arten delas in i följande underarter:
- T. s. suteri
- T. s. sutherlandi